# Ohsumi
Ohsumi (jap. おおすみ Ōsumi) – pierwszy japoński sztuczny satelita Ziemi. Jego zadaniem było zademonstrowanie przez Japonię wyniesienia satelity na orbitę własną rakietą nośną. Dzięki temu Japonia stała się czwartym w historii krajem na świecie dysponującym własną rakietą nośną. Satelita prowadził również badania jonosfery: temperatury i gęstości elektronów, promieniowania słonecznego, cząstek naładowanych. Po pięciokrotnym okrążeniu Ziemi łączność z obiektem została utracona (zakładano 14-15 godzin pracy satelity).
Statek osiągnął orbitę eliptyczną zamiast kołowej o wysokości 500 km.
Statek miał kształt kuli o średnicy 50 cm połączonej ze ściętym stożkiem. Całość mierzyła około 1 metra długości. 5184 ogniw słonecznych dostarczało średnio 10,3 W energii elektrycznej.
Próby wystrzelenia Ohsumi trwały od 1966. Pomyślna próba z 1970 roku była piątą. 
Ładunek naukowy statku stanowiły:
- sonda Langmuira
- miernik temperatury elektronów
- miernik gęstości elektronów
- miernik szumu promieniowania radiowego Słońca
- liczniki energetycznych cząstek naładowanych